# Wojciech Korwin-Kossakowski
Wojciech Korwin-Kossakowski (ur. 6 kwietnia 1896 w Sosnowcu, zm. 2 lipca 1941 na Węgrzech) – kapitan piechoty Wojska Polskiego.

## Życiorys
Urodził się 6 kwietnia 1896. Absolwent gimnazjum w Odessie. Podjął studia we Fryburgu. Po wybuchu I wojny światowej został zmobilizowany do Armii Imperium Rosyjskiego. W trakcie działań wojennych został żołnierzem I Korpusu Polskiego w Rosji gen. Józefa Dowbora-Muśnickiego. Służył w kompanii karabinów maszynowych 3 Dywizji Strzelców Polskich gen. Wacława Iwaszkiewicza.
Po odzyskaniu przez Polskę niepodległości został przyjęty do Wojska Polskiego. Został awansowany do stopnia porucznika piechoty ze starszeństwem z dniem 1 czerwca 1919 i lokatą 85. W 1923, 1924 był oficerem 11 pułku piechoty w garnizonie Tarnowskie Góry. Został awansowany do stopnia kapitana piechoty ze starszeństwem z dniem 1 lipca 1923. W 1928 był oficerem 33 pułku piechoty w garnizonie Łomża. Później został oficerem 2 pułku Strzelców Podhalańskich w Sanoku. W tej jednostce przez wiele lat służył jako oficer mobilizacyjny. Przed 1938 ożenił się.
Po wybuchu II wojny światowej uczestniczył w kampanii wrześniowej. Został ranny w walkach pod Samborem. Następnie przedostał się na Węgry wraz z synem kpt. Mikołajem Korwin-Kossakowskim. Tam zmarł 2 lipca 1941. Został pochowany na cmentarzu żołnierzy polskich w dzielnicy Rákoskeresztúr Budapesztu.
Jego syn Mikołaj (ur. 1923) był żołnierzem Samodzielnej Brygady Strzelców Karpackich i 2 Korpusu, zginął w Londynie w 1944 (według innej wersji w bitwie o Anglię w 1941).

## Ordery i odznaczenia
- Medal Niepodległości (9 listopada 1933, za pracę w dziele odzyskania niepodległości)[13]
- Srebrny Krzyż Zasługi (1936)[14]
- Medal Międzyaliancki